# Monumento a Isabel la Católica y Cristóbal Colón (Granada)
El Monumento a Isabel la Católica y Cristobal Colón, también conocido como Monumento del IV Centenario es un monumento situado en Granada, España. Fue diseñado por Mariano Benlliure y consta de un grupo escultórico de bronce que representa un encuentro de Isabel I de Castilla con Cristóbal Colón.

## Historia y descripción

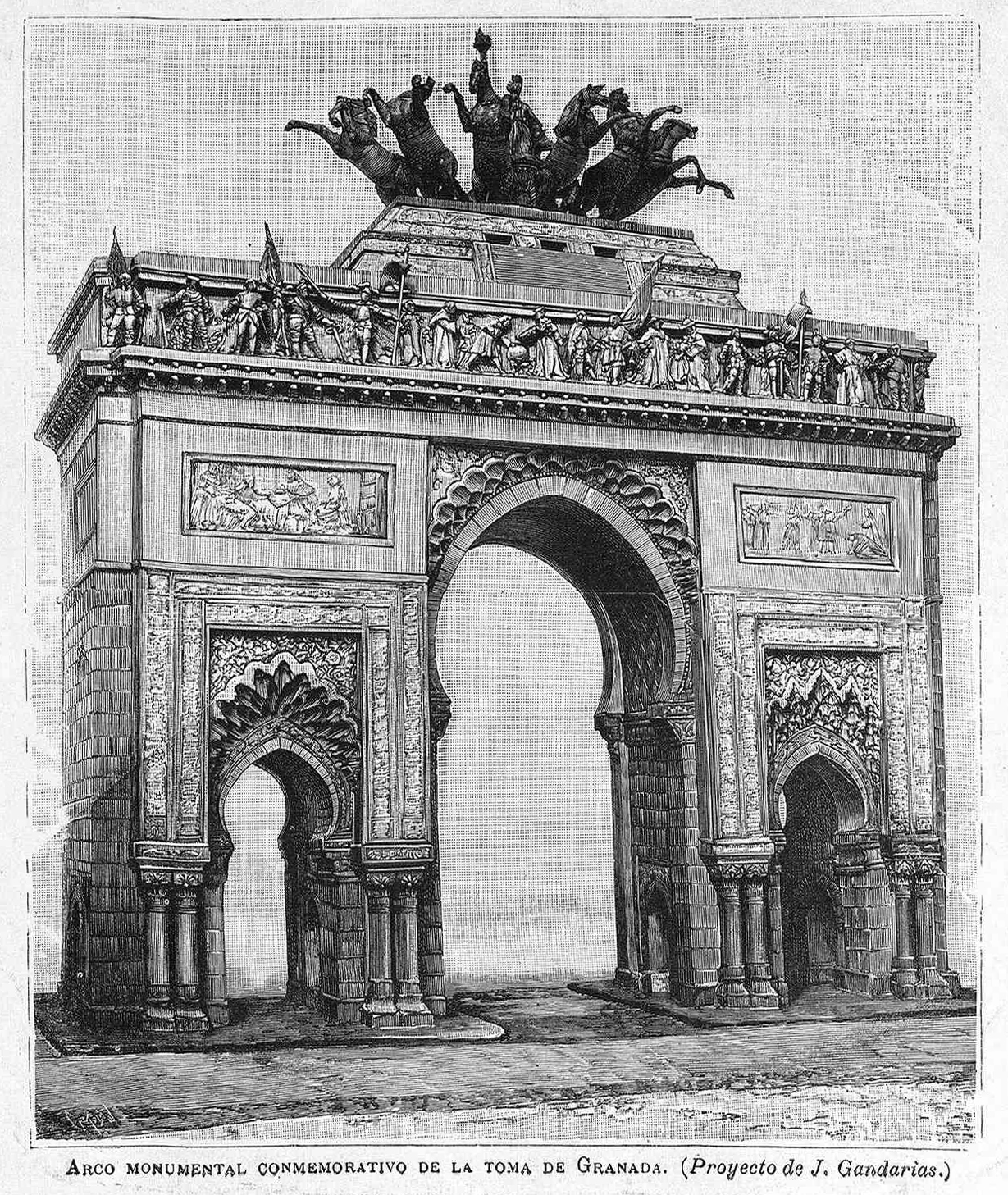
Esbozo del arco de casi 50 metros de altura de Justo de Gandarias, finalmente no construido por falta de presupuesto

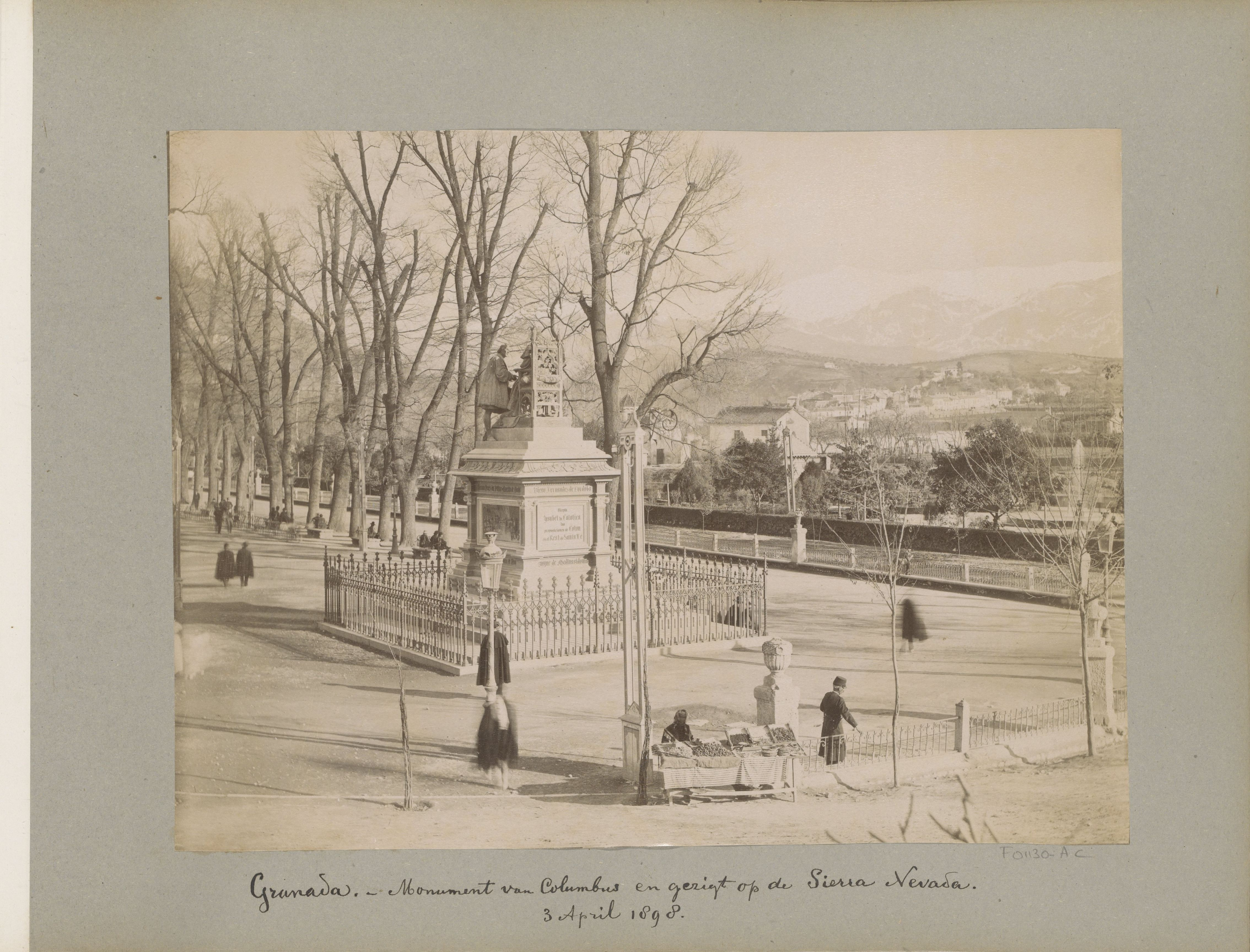
Emplazamiento original de monumento, en el Paseo del Salón, con Sierra Nevada en segundo plano.

Sobre 1890, varias ciudades españolas como Madrid ya habían puesto en marcha planes para erigir su propio monumento conmemorativo al 400 aniversario del Descubrimiento de América.
En el caso de Granada, se proyectó un gran arco del triunfo con una mezcla de estilos azteca, hispanoárabe y renacentista diseñado por Justo de Gandarias. Sin embargo, incluso después de pedir fondos al Gobierno de España, el Ayuntamiento de Granada que se encontraba casi en bancarrota no tenía ni siquiera una fracción del presupuesto necesario para llevar a cabo un homenaje a gran escala, por lo que fue llamado un concurso público para un nuevo proyecto.  Una vez declarado desierto el concurso, el presidente del Gobierno Antonio Cánovas del Castillo intervino personalmente y entregó el diseño a Mariano Benlliure, que esculpió el monumento en la ciudad de Roma.
El grupo escultórico de bronce que remata el monumento representa un encuentro de Cristobal Colón con la reina Isabel, sentada en su trono. Este encuentro hizo posible la primera expedición a América mediante el acuerdo de las Capitulaciones de Santa Fe. La parte superior del pedestal sirve como escalera en la que Colón se detiene para inclinarse ante la reina. Según los informes, el grupo escultórico también incluía una figura de Boabdil, el último sultán del reino nazarí de Granada, pero esta idea se descartó. En los laterales del pedestal se encuentran dos relieves que representan la Toma de Vélez-Málaga y la firma de las Capitulaciones de Santa Fe.
La primera piedra del monumento se colocó a finales de junio de 1892. Mariano Benlliure envió las esculturas a finales de agosto. La conmemoración finalmente fracasó por completo; ni siquiera tuvo lugar el 12 de octubre como estaba previsto en un principio y la reina regente María Cristina de Habsburgo-Lorena se negó a viajar a la ciudad para inaugurar el monumento. Esto provocó una revuelta en la ciudad que terminó con incendios, disturbios y barricadas. Con la ciudad en armas, tras prender fuego a los marchitos arcos ornamentales que se habían preparado tiempo atrás para dar la bienvenida al séquito real, el despreciado pueblo granadino desveló informalmente el monumento el 2 de noviembre de 1892 y se colocó en el Paseo del Salón.
Tras una resolución de 1961, el monumento abandonó su emplazamiento original en 1962 a su ubicación actual en la Plaza de Isabel la Católica, cerca del lugar de enterramiento de Isabel en la Capilla Real de Granada.